# 20 czerwca
20 czerwca jest 171. (w latach przestępnych 172.) dniem w kalendarzu gregoriańskim. Do końca roku pozostaje 194 dni.

## Święta
- Imieniny obchodzą: Adalbert, Baltazar, Benigna, Bogna, Bratomir, Edburga, Florentyna, Franciszek, Gemma, Hektor, Jan, Jan Chrzciciel, Makary, Małgorzata, Rafaela, Rafał.
- Argentyna – Dzień Flagi
- Erytrea – Dzień Męczenników
- Polska – Narodowy Dzień Powstań Śląskich
- Międzynarodowe – Światowy Dzień Uchodźcy (święto ustanowione przez Zgromadzenie Ogólne ONZ)
- Wspomnienia i święta w Kościele katolickim[1][2] obchodzą:
  - św. Adalbert (pierwszy biskup Magdeburga)
  - bł. Benigna z Wrocławia (dziewica i święta cysterka)
  - św. Florentyna z Kartageny (zakonnica)
  - bł. Małgorzata Ebner (dominikanka)
  - św. Sylweriusz (papież) (również 2 grudnia)
  - bł. Władysław Bukowiński (prezbiter)

## Wydarzenia w Polsce
- 1295 – Król Czech i książę krakowski Wacław II nadał biskupowi krakowskiemu Janowi Muskacie przywilej zawierający pozwolenie na obwarowanie miast biskupich: Sławkowa, Iłży, Tarczka i Kielc.
- 1570 – Sejm zatwierdził Statuty Karnkowskiego (lub Konstytucje Gdańskie), ogłoszone 15 marca tego roku przez biskupa kujawskiego Stanisława Karnkowskiego, precyzujące zwierzchnie prawa króla polskiego i Rzeczypospolitej w Gdańsku oraz na morzu.
- 1606 – W Mohylewie wybuchł bunt mieszkańców przeciwko radzie miejskiej.
- 1624 – Zwycięstwo wojsk polskich pod wodzą hetmana Stanisława Koniecpolskiego nad Tatarami w bitwie pod Martynowem.
- 1633 – Wojna smoleńska: podczas oblężenia Smoleńska Rosjanie wysadzili miną prochową okrągłą basztę przy bramie Małachowskiej, co spowodowało znaczne straty wśród stojących za blisko i przygotowanych do ataku ich oddziałów. Po uporządkowaniu szyków rozpoczęli nieudany szturm na mury obronne, ponosząc kolejne ogromne straty.
- 1637 – Władysław IV Waza nadał herb miejski Różanie (obecnie Białoruś).
- 1749 – W Stężycy na Lubelszczyźnie w wyniku gwałtownego wezbrania wody na Wiśle zawaliły się zabudowania kościoła i klasztoru franciszkanów.
- 1794 – Król Stanisław August Poniatowski ogłosił Druskieniki miejscowością leczniczą.
- 1815 – W Warszawie proklamowano Królestwo Polskie (tzw. Królestwo Kongresowe).
- 1831 – Powstanie listopadowe: zwycięstwo powstańców w bitwie pod Kockiem.
- 1860 – W Czernichowie koło Krakowie została otwarta Szkoła Praktyczna Gospodarstwa Wiejskiego.
- 1863 – Powstanie styczniowe: porażka powstańców w bitwie pod Komorowem, przerwanej przez gwałtowną burzę.
- 1869 – W Odporyszowie koło Tarnowa w wypadku pierwowzoru lotni swej konstrukcji ciężko ranny został pionier lotnictwa Jan Wnęk. W wyniku odniesionych obrażeń zmarł w szpitalu 10 lipca.
- 1893 – Pożar strawił znaczną część Andrychowa. Od całkowitego zniszczenia uchroniła miasto obfita ulewa.
- 1897 – W Gorzowie Wielkopolskim odsłonięto Fontannę Pauckscha.
- 1899 – W Gdańsku otwarto nieistniejący już Continental Hotel.
- 1900 – We Lwowie ukazało się pierwsze wydanie pierwszego polskiego czasopisma sportowego „Gazeta Sportowa”.
- 1920 – W kościele parafialnym w Wadowicach został ochrzczony Karol Wojtyła.
- 1922 – Oddziały Wojska Polskiego pod wodzą gen. Stanisława Szeptyckiego wkroczyły do przyznanej Polsce w wyniku III powstania śląskiego części Górnego Śląska.
- 1940 – W ramach akcji AB w nocy z 20 na 21 czerwca w Palmirach pod Warszawą zostali rozstrzelani wybitni przedstawiciele polskiego życia politycznego, społecznego, kulturalnego i sportowego.
- 1944:
  - Litewski oddział pomocniczy policji niemieckiej, w odwecie za śmierć 4 litewskich policjantów w starciu z 5. Wileńską Brygadą AK, dokonał masakry 38 Polaków w Glinciszkach na Wileńszczyźnie.
  - Na mocy wyroku Polskiego Państwa Podziemnego za zdradę został powieszony w Warszawie Eugeniusz Świerczewski, agent Gestapo wewnątrz Armii Krajowej, sprawca aresztowania gen. Stefana Roweckiego „Grota”.
- 1945 – W Warszawie wznowiono komunikację tramwajową.
- 1954 – Na Stadionie Wojska Polskiego w Warszawie odbył się I Memoriał Janusza Kusocińskiego (19-20 czerwca).
- 1970 – Rozpoczęły się aresztowania działaczy antykomunistycznej organizacji „Ruch”.
- 1983 – Ukazał się debiutancki album grupy Lady Pank pt. Lady Pank.
- 1990 – Jacek Woźniakowski został prezydentem Krakowa.
- 1993 – Podczas ostatniej (34.) kolejki sezonu 1992/93 piłkarskiej ekstraklasy miała miejsce tzw. „niedziela cudów”.
- 1997 – Sejm RP przyjął ustawę Prawo o ruchu drogowym.
- 2000 – Pieśń O Warmio moja miła decyzją Rady Miasta została hymnem i hejnałem Olsztyna.
- 2002 – Sejm RP przyjął ustawę wprowadzającą bezpośredni wybór wójtów, burmistrzów i prezydentów miast.
- 2007 – Śląska Akademia Medyczna im. Ludwika Waryńskiego w Katowicach zmieniła nazwę na Śląski Uniwersytet Medyczny w Katowicach.
- 2010:
  - Odbyła się I tura przedterminowych wyborów prezydenckich. Do II tury przeszli: Bronisław Komorowski (41,54%) i Jarosław Kaczyński (36,46%).
  - W Płocku odbyła się mariawicka konsekracja biskupia Piotra Marii Bernarda Kubickiego.
- 2022 – Po raz pierwszy obchodzono Narodowy Dzień Powstań Śląskich.

## Wydarzenia na świecie

Awers Wielkiej Pieczęci Stanów Zjednoczonych

- 451 – W bitwie na Polach Katalaunijskich Rzymianie i Wizygoci odnieśli zwycięstwo nad Hunami i zatrzymali ich najazd na zachodnią Europę.
- 1236 – Zawarto niezrealizowany układ z Kremmen na mocy którego małoletni książę dymiński Warcisław III miał zostać lennikiem margrabiów brandenburskich.
- 1347 – Wojna o sukcesję w Bretanii: zwycięstwo wojsk angielskich nad francuskimi w bitwie pod La Roche-Derrien.
- 1459 – Wojska tureckie zajęły Smederevo i obaliły ostatniego despotę Serbii Stefana VI Tomaszewicia.
- 1587 – Gabriel VIII został patriarchą (papieżem) Koptyjskiego Kościoła Ortodoksyjnego.
- 1599 – Rozpoczął obrady Synod w Diamper (Udayamperoorze), który ustanowił kościelne zasady i regulacje prawne dla starożytnych chrześcijan św. Tomasza z Wybrzeża Malabarskiego (współczesne Kerala) w Indiach. W jego wyniku doszło do formalnego połączenia ich z Rzymem, kosztem daleko idącej latynizacji. Ostatecznie doprowadziło to do stworzenia w Indiach wschodniego Kościoła katolickiego o nazwie Syromalabarski Kościół katolicki, który celebruje liturgię w zlatynizowanym rycie wschodniosyryjskim.
- 1605 – Zamordowano obalonego kilka dni wcześniej cara Rosji Fiodora II i jego matkę Marię Skuratową-Bielską.
- 1622 – Wojna trzydziestoletnia: klęska wojsk protestanckich w bitwie pod Hoechst z armią niemieckiej Ligi Katolickiej.
- 1626 – W japońskim Nagasaki spalono na stosie 9 jezuitów.
- 1629 – I wojna o Quebec: Anglicy zdobyli miasto Québec.
- 1631 – Algierscy piraci zaatakowali wioskę Baltimore na zachodzie Irlandii i wzięli do niewoli ponad 100 angielskich osadników i Irlandczyków.
- 1632:
  - Król Anglii Karol I Stuart nadał baronowi Baltimore Cæciliusowi Calvertowi Prowincję Maryland.
  - Rosyjski Sobór Ziemski podjął decyzję o wojnie z Rzecząpospolitą.
- 1661 – Przyszły wielki książę Toskanii Kosma III Medyceusz poślubił we Florencji Małgorzatę Ludwikę Burbon.
- 1667 – Kardynał Giulio Rospigliosi został wybrany na papieża i przybrał imię Klemens IX.
- 1670 – Francuski mnich i astronom Voituret Anthelme odkrył mgławicę CK Vulpeculae w gwiazdozbiorze Liska, początkowo uzawaną za nową klasyczną, a następnie za nową czerwoną, powstającą w wyniku zderzenia dwóch gwiazd. Miesiąc później zjawisko zaobserwował niezależnie Jan Heweliusz.
- 1671 – Papież Klemens X kanonizował Franciszka Borgiasza.
- 1679 – W czasie antykatolickich prześladowań w Anglii w okresie reformacji w londyńskim Tyburn zostało straconych pięciu jezuitów (Jan Fenwick, Jan Gavan, Wilhelm Harcourt, Antoni Turner i Tomasz Whitbread), skazanych na śmierć na podstawie sfabrykowanych zarzutów o udziale w spisku mającym na celu zamordowanie króla Karola II Stuarta.
- 1685 – James Scott, 1. książę Monmouth, przywódca rebelii przeciwko Jakubowi II Stuartowi, ogłosił się w Taunton królem Anglii.
- 1774 – V wojna rosyjsko-turecka: zwycięstwo wojsk rosyjskich w bitwie pod Kozłudżą.
- 1779 – Wojna o niepodległość Stanów Zjednoczonych: zwycięstwo wojsk brytyjskich w bitwie pod Charleston
- 1782 – Kongres Stanów Zjednoczonych zatwierdził wzór Wielkiej Pieczęci Stanów Zjednoczonych.
- 1788 – W Danii zniesiono poddaństwo.
- 1789 – Deputowani stanu trzeciego francuskich Stanów Generalnych, po niewpuszczeniu ich na dotychczasową salę obrad, udali się do sali do gry w piłkę w Wersalu, gdzie złożyli przysięgę w nowo powołanej konstytuancie.
- 1791:
  - Rewolucja francuska: król Ludwik XVI wraz z rodziną podjęli w przebraniu mieszczan nieudaną próbę ucieczki do tradycyjnie rojalistycznej Lotaryngii.
  - Zakończono budowę katedry Niepokalanego Poczęcia Najświętszej Maryi Panny w Puducherry (Pondicherry), ówczesnej stolicy francuskiej kolonii o tej samej nazwie w południowych Indiach.
- 1792 – Podczas demonstracji zorganizowanej w Paryżu przez żyrondystów tłum wtargnął do siedziby króla Ludwika XVI, który wraz z żoną Marią Antoniną został znieważony słownie oraz zmuszony do założenia czapki frygijskiej.
- 1798 – Rewolucja irlandzka: zwycięstwo Brytyjczyków nad powstańcami irlandzkimi w bitwie pod Foulksmills.
- 1810 – Szwedzki arystokrata i faworyt królowej Marii Antoniny Hans Axel von Fersen został zlinczowany na ulicy w Sztokholmie przez tłum przekonany, że otruł on duńskiego następcę tronu.
- 1819 – Amerykański statek „Savannah” przypłynął do Liverpoolu kończąc jako pierwszy parowiec rejs transatlantycki.
- 1837 – Wiktoria Hanowerska wstąpiła na tron brytyjski.
- 1847 – Papież Pius IX zatwierdził stowarzyszenie Dzieci Maryi.
- 1848 – Papież Pius IX erygował diecezję Wellington na Nowej Zelandii.
- 1856 – Karol III Grimaldi został księciem Monako.
- 1862 – Zginął w zamachu premier Rumunii Barbu Catargiu.
- 1863 – Wirginia Zachodnia jako 35. stan dołączyła do Unii.
- 1866:
  - Bettino Ricasoli został po raz drugi premierem Włoch.
  - Wojna prusko-austriacka: Włochy, w ramach wywiązania się z sojuszu z Prusami, wypowiedziały wojnę Austrii.
- 1867 – Rozegrano pierwszy udokumentowany mecz piłkarski w Argentynie.
- 1870 – Podpisano pakt pokojowy kończący wojnę paragwajską.
- 1890 – W amerykańskim miesięczniku „Lippincott’s Monthly Magazine” ukazała się pierwsza wersja powieści Portret Doriana Graya Oscara Wilde’a.
- 1895:
  - Francuski astronom Auguste Charlois odkrył planetoidę (404) Arsinoë.
  - Z połączenia Salwadoru, Nikaragui i Hondurasu powstała Republika Środkowoamerykańska.
- 1900 – W trakcie powstania bokserów w Pekinie został zamordowany niemiecki ambasador Clemens von Ketteler.
- 1904 – Powstała Międzynarodowa Federacja Samochodowa (FIA).
- 1908 – Założono słowacki klub piłkarski MŠK Žilina.
- 1911 – W Leeds i sąsiednim Bradford uruchomiono pierwsze w Wielkiej Brytanii systemy trolejbusowe.
- 1913 – 30-letni bezrobotny nauczyciel Heinz Schmidt (uznany później za niepoczytalnego) wtargnął do katolickiej szkoły w Bremie i otworzył ogień do uczniów i personelu, zabijając 5 uczennic (z czego jedna zginęła spadając ze schodów, a kolejna zmarła później w szpitalu) i raniąc 23 osoby, po czym został obezwładniony i przekazany policji.
- 1914 – W stoczni w Hamburgu zwodowano największy do tej pory statek pasażerski SS „Bismarck“.
- 1928:
  - Serbski poseł Narodowej Partii Radykalnej Puniša Račić zastrzelił w gmachu Skupsztiny w Belgradzie dwóch posłów Chorwackiej Partii Chłopskiej i ciężko ranił jej przywódcę Stjepana Radicia, który z powodu odniesionych obrażeń zmarł 8 sierpnia.
  - Założono hiszpański klub piłkarski Real Valladolid.
- 1929 – Na cmentarzu w syryjskim Aleppo dokonano ekshumacji szczątków gen. Józefa Bema, skąd następnie przewieziono je do Tarnowa.
- 1930 – Isma’il Sidki został premierem Egiptu.
- 1931:
  - Karl Buresch został kanclerzem Austrii.
  - Wielki kryzys: prezydent Herbert Hoover przedstawił plan rocznego moratorium na spłatę niemieckich reparacji wojennych krajom zadłużonym w stosunku do USA.
- 1932 – Rozpoczęły się negocjacje w sprawie utworzenia holendersko-belgijsko-luksemburskiej unii celnej (Beneluks).
- 1932 – W Nowym Jorku odbyła się parada na cześć Amelii Earhart, która miesiąc wcześniej, jako pierwsza kobieta, przeleciała samotnie samolotem przez Atlantyk.
- 1933 – Premier Syjamu Phraya Manopakornnitithada został obalony w wojskowym zamachu stanu.
- 1937 – Walerij Czkałow, Gieorgij Bajdukow i Aleksandr Bielakow na samolocie Tupolew ANT-25 zakończyli rekordowy przelot (bez międzylądowania) z Moskwy do Vancouver koło Portland w Oregonie trasą nad Biegunem Północnym (8811 km).
- 1940 – Kampania francuska: 53 francuskich jeńców pochodzenia afrykańskiego z 25. pułku tyralierów senegalskich zostało rozstrzelanych przez Niemców na polu między gminami Chasselay i Les Chères koło Lyonu; ponad 13 tys. walczących po stronie francuskiej polskich żołnierzy z 2. Dywizji Strzelców Pieszych przedostało się do Szwajcarii, gdzie zostali internowani i wysłani do pracy – wybudowali m.in. 450 km dróg, 63 mosty oraz 10 km kanałów, wydobyli 70 tys. ton rudy żelaza i 7 tys. ton węgla;
- 1941:
  - U wybrzeża New Hampshire zatonął w czasie próby zanurzenia okręt podwodny USS O-9 wraz z 33-osobową załogą.
  - W nocy z 20 na 21 czerwca w Samarkandzie radzieccy archeolodzy otwarli grobowiec z zabalsamowanym ciałem Timura Chromego.
- 1943:
  - Bitwa o Atlantyk: niemiecki okręt podwodny U-388 wraz z 47-osobową załogą został zatopiony bombami głębinowymi u wybrzeży Grenlandii przez amerykańską łódź latającą Consolidated PBY Catalina.
  - W Detroit w stanie Michigan rozpoczęły się trzydniowe zamieszki na tle rasowym, w trakcie których zginęły 34 osoby, a 433 zostały ranne.
  - Wojna na Pacyfiku: rozpoczęła się bitwa o Nową Georgię na Wyspach Salomona.
- 1944
  - Wojna na Pacyfiku: zwycięstwo floty amerykańskiej w bitwie na Morzu Filipińskim.
  - Niemcy wystrzeliły rakietę MW 18014, pierwszy stworzony przez człowieka obiekt, który dotarł w przestrzeń kosmiczną.
- 1948 – W zamachu bombowym w Kairze zginęło 22 Żydów, a 41 zostało rannych.
- 1949 – Prezydent USA Harry Truman podpisał ustawę o Centralnej Agencji Wywiadowczej (CIA).
- 1951 – Dokonano oblotu eksperymentalnego amerykańskiego samolotu o zmiennej geometrii skrzydeł Bell X-5.
- 1954 – Otwarto Most Przyjaźni na granicy bułgarsko-rumuńskiej na Dunaju.
- 1955 – Całkowite zaćmienie Słońca widoczne na Oceanie Indyjskim, Sri Lance, w południowo-wschodniej Azji, na Filipinach i Pacyfiku.
- 1956:
  - Dokonano oblotu radzieckiego samolotu-amfibii Be-10.
  - W katastrofie lecącego z Nowego Jorku do Caracas należącego do Linea Aeropostal Venezolana samolotu Lockheed L-1049 Super Conatellation zginęły 74 osoby (64 pasażerów i 10 członków załogi).
- 1957 – Ali Dżaudat al-Ajjubi został po raz trzeci premierem Iraku.
- 1958 – Dokonano oblotu brytyjskiego wojskowego śmigłowca wielozadaniowego Westland Wessex.
- 1960 – Federacja Mali rozpadła się na dwa niezależne państwa – Mali i Senegal.
- 1963 – USA i ZSRR podpisały w Genewie umowę o zainstalowaniu tzw. „gorącej linii”.
- 1964 – 57 osób zginęło w katastrofie samolotu Curtiss C-46 Commando na Tajwanie.
- 1966:
  - Kanada zawarła z ZSRR umowę na dostawę 9 mln ton pszenicy.
  - Prezydent Francji Charles de Gaulle przybył z wizytą do Moskwy.
- 1969:
  - Georges Pompidou został prezydentem Francji.
  - W Hamburgu odbyła się prapremiera opery Diabły z Loudun Krzysztofa Pendereckiego.
- 1970 – Amerykanin Dave Kunst wyruszył z Waseca w Minnesocie w pierwszą zakończoną sukcesem pieszą wyprawę dookoła świata.
- 1972 – Założono klub piłkarski FC Amsterdam.
- 1973 – Były prezydent Argentyny Juan Perón wrócił do kraju po 18 latach wygnania. Na lotnisku w Buenos Aires po jego przylocie doszło do zamieszek, w wyniku których zginęło kilkanaście osób.
- 1974 – Premiera filmu kryminalnego Chinatown w reżyserii Romana Polańskiego.
- 1975 – Premiera horroru Szczęki w reżyserii Stevena Spielberga.
- 1976 – W rozegranym w Belgradzie finale V Mistrzostw Europy w Piłce Nożnej Czechosłowacja, po meczu zakończonym w normalnym czasie i po dogrywce wynikiem 2:2, pokonała w rzutach karnych RFN 5:3.
- 1977 – Menachem Begin został premierem Izraela.
- 1979 – Godfrey Binaisa został prezydentem Ugandy.
- 1980 – Premiera filmu przygodowego Błękitna laguna w reżyserii Randala Kleisera.
- 1982 – Wojska brytyjskie odzyskały Sandwich Południowy. Wojna o Falklandy-Malwiny została formalnie zakończona.
- 1985 – 8 osób, w tym członek parlamentu, zginęło w serii zamachów bombowych przeprowadzonych przez komunistycznych partyzantów w Katmandu i innych miastach Nepalu.
- 1990 – Uzbekistan ogłosił deklarację suwerenności.
- 1991 – Niemiecki Bundestag przewagą 18 głosów zatwierdził przeniesienie stolicy kraju z Bonn do Berlina.
- 1992 – W Estonii korona zastąpiła rubla radzieckiego.
- 1994 – 26 osób zginęło w zamachu bombowym na Sanktuarium Imama Rezy w irańskim Meszhedzie.
- 1996 – Rozpoczęła się misja STS-78 wahadłowca Columbia.
- 1997 – Nacagijn Bagabandi został prezydentem Mongolii.
- 2001 – Pervez Musharraf został prezydentem Pakistanu.
- 2005 – Vicente Fox jako pierwszy prezydent Meksyku od czasu rozpadu ZSRR przybył z wizytą do Moskwy.
- 2006 – Polska pokonała w Hanowerze Kostarykę 2:1 w swym trzecim meczu grupowym na piłkarskich Mistrzostwach Świata w Niemczech, lecz nie awansowała do kolejnej rundy.
- 2009 – 78 osób zginęło, a 250 zostało rannych w samobójczym zamachu bombowym w Tazie (Irak).
- 2010:
  - Juan Manuel Santos wygrał w II turze wybory prezydenckie w Kolumbii.
  - W węgierskiej miejscowości Rákóczifalva spadł deszcz żab.
- 2011 – Lecący z Moskwy do Pietrozawodska samolot Tu-134 linii RusAir rozbił się podczas podchodzenia do lądowania, w wyniku czego zginęło 45 osób, a 5 zostało rannych.
- 2012 – Andonis Samaras został premierem Grecji.
- 2018 – Mamuka Bachtadze został premierem Gruzji.
- 2020 – W Wierchojańsku odnotowano rekordową za kołem podbiegunowym temperaturę 38 °C.
- 2023 – Petteri Orpo został premierem Finlandii.

## Urodzili się
- 1005 – Ali az-Zahir, kalif z dynastii Fatymidów (zm. 1036)[potrzebny przypis]
- 1389 – Jan Lancaster, książę angielski, admirał (zm. 1435)
- 1469 – Gian Galeazzo Sforza, książę Mediolanu (zm. 1494)
- 1501 – Clemente d’Olera, włoski kardynał, generał zakonu franciszkanów (zm. 1568)
- 1530 – Franciszek Otto, książę Lüneburga-Celle (zm. 1559)
- 1566 – Zygmunt III Waza, król Polski i Szwecji (zm. 1632)
- 1583 – Jacob Pontusson De la Gardie, szwedzki wojskowy, polityk (zm. 1652)
- 1589 – Giambattista Altieri, włoski duchowny katolicki, biskup Todi, kardynał (zm. 1654)
- 1615 – (lub 21 lipca) Salvator Rosa, włoski malarz, rytownik, poeta, satyryk, kompozytor (zm. 1673)
- 1620 – Sybilla Małgorzata, księżniczka legnicka, wojewodzina pomorska (zm. 1657)
- 1634 – Karol Emanuel II, książę Sabaudii (zm. 1675)
- 1641 – Jan Josef Breuner, czeski duchowny katolicki, arcybiskup metropolita praski i prymas Czech (zm. 1710)
- 1647 – Jan Jerzy III Wettyn, elektor Saksonii (zm. 1691)
- 1674 – Nicholas Rowe, angielski dramaturg, poeta (zm. 1718)[potrzebny przypis]
- 1687 – Giovanni Battista Pittoni, włoski malarz, rysownik (zm. 1767)
- 1690:
  - Piotr Kalniszewski, ostatni ataman Siczy Zaporoskiej (zm. 1803)
  - Johann Adolf von Loß, saski polityk, dyplomata (zm. 1759)
- 1693 – Wilhelmina Maria Fryderyka von Rochlitz, polska arystokratka pochodzenia niemieckiego (zm. po 1729)
- 1694 – Hans Adolph Brorson, duński duchowny protestancki, biskup Ribe, autor hymnów religijnych (zm. 1764)
- 1702 – Noble Jones, brytyjski cieśla, wojskowy, osadnik w Georgii (zm. 1775)
- 1717 – Jacques Saly, francuski rzeźbiarz (zm. 1776)[potrzebny przypis]
- 1723 – Adam Ferguson, szkocki ekonomista, myśliciel polityczny (zm. 1816)[potrzebny przypis]
- 1726 – Ludwika Henrietta Burbon-Conti, francuska arystokratka (zm. 1759)
- 1731 – William Legge, brytyjski arystokrata, polityk (zm. 1801)
- 1737 – Ieharu Tokugawa, japoński siogun (zm. 1786)
- 1739 – Heinrich August Wrisberg, niemiecki anatom, położnik (zm. 1808)
- 1740:
  - Jan Franciszek Burté, francuski duchowny katolicki, męczennik, błogosławiony (zm. 1792)
  - Józef Paulin Sanguszko, marszałek wielki litewski, marszałek nadworny litewski, książę, starosta krzemiecki i czerkaski (zm. 1781)
  - Grzegorz Zachariasiewicz, polski duchowny katolicki, biskup pomocniczy gnieźnieński (zm. 1814)
- 1754 – Amalia Fryderyka, księżna badeńska (zm. 1832)
- 1756 – Joseph Martin Kraus, szwedzki kompozytor (zm. 1792)
- 1760 – Richard Wellesley, brytyjski arystokrata, dyplomata, polityk pochodzenia irlandzkiego (zm. 1842)
- 1762 – Antoni Alojzy, książę Hohenzollern-Sigmaringen (zm. 1831)
- 1763 – Theobald Wolfe Tone, irlandzki bohater narodowy, przywódca rewolucji irlandzkiej (zm. 1798)
- 1771:
  - Thomas Douglas, szkocki hrabia, pisarz, polityk (zm. 1820)
  - Hermann von Boyen, pruski feldmarszałek, polityk, minister wojny (zm. 1848)
- 1778 – Jean-Baptiste de Martignac, francuski polityk, premier Królestwa Francji (zm. 1832)
- 1785 – Manuel Basilio Bustamante, urugwajski polityk, prezydent Urugwaju (zm. 1863)[potrzebny przypis]
- 1786 – Marceline Desbordes-Valmore, francuska aktorka, śpiewaczka operowa, poetka (zm. 1859)
- 1793 – Aleksander Fredro, polski komediopisarz, pamiętnikarz, poeta, ziemianin, oficer (zm. 1876)
- 1796 – Luigi Amat di San Filippo e Sorso, włoski kardynał (zm. 1878)
- 1797 – Maria Teresa od Jezusa, niemiecka zakonnica, błogosławiona (zm. 1879)
- 1800 – Edward Douglas-Pennant, brytyjski arystokrata, polityk (zm. 1886)
- 1807 – Enrico Morozzo Della Rocca, włoski generał (zm. 1897)
- 1809 – Isaak August Dorner, niemiecki teolog protestancki (zm. 1884)
- 1819 – Jacques Offenbach, francuski kompozytor operetkowy pochodzenia niemieckiego (zm. 1880)
- 1824 – John Tyler Morgan, amerykański polityk, senator (zm. 1907)
- 1825 – Felicja Boberska, polska publicystka, pedagog (zm. 1889)
- 1828 – Wilhelm Wirtemberski, książę wirtemberski, austriacki generał (zm. 1896)
- 1832 – Léon Perrault, francuski malarz (zm. 1908)
- 1833:
  - Léon Bonnat, francuski malarz (zm. 1922)
  - Christopher Miner Spencer, amerykański wynalazca, inżynier, rusznikarz (zm. 1922)
- 1838 – Michał Alfred Godlewski, polski malarz (zm. 1918)
- 1843 – Fiodor Strawinski, rosyjski śpiewak operowy (bas) pochodzenia polskiego (zm. 1902)
- 1844 – Guido Werdnig, austriacki lekarz wojskowy, neurolog (zm. 1919)
- 1848:
  - Josef Václav Myslbek, czeski rzeźbiarz (zm. 1922)
  - Albert Parsons, amerykański anarchista, socjalista, działacz robotniczy (zm. 1887)
- 1850 – Napoleon Nawarski, polski architekt (zm. 1910)
- 1853 – Erich Schmidt, niemiecki filolog, historyk literatury (zm. 1913)
- 1854:
  - James Park Thomson, australijski geograf, astronom, funkcjonariusz państwowy (zm. 1941)
  - Jan Zawiejski, polski architekt pochodzenia żydowskiego (zm. 1922)
- 1858 – Charles Hardinge, brytyjski arystokrata, polityk (zm. 1944)
- 1861 – Frederick Hopkins, brytyjski biochemik, wykładowca akademicki, laureat Nagrody Nobla (zm. 1947)
- 1862 – Julian Seńkowski, polski generał major cesarskiej i królewskiej Armii (zm. 1918)
- 1867 – Leon Wachholz, polski lekarz sądowy, psychiatra (zm. 1942)
- 1868 – Richard Riemerschmid, niemiecki architekt, malarz (zm. 1957)
- 1870 – Georges Dufrénoy, francuski malarz (zm. 1943)
- 1875:
  - Othenio Abel, austriacki paleontolog, biolog, wykładowca akademicki (zm. 1946)
  - Charles Ericksen, norwesko-amerykański zapaśnik (zm. 1916)
  - Reginald Punnett, brytyjski genetyk, wykładowca akademicki (zm. 1967)
- 1876 – Ernst Köstring, niemiecki generał (zm. 1953)
- 1878 – Władysław Tryliński, polski inżynier komunikacji (zm. 1956)
- 1880 – William Morton, kanadyjski kolarz torowy pochodzenia brytyjskiego (zm. 1952)
- 1882 – Émile Demangel, francuski kolarz torowy (zm. 1968)
- 1884:
  - Pierre-Henri Cami, francuski pisarz, satyryk (zm. 1958)
  - Lucjan Górnisiewicz, polski prawnik, popularyzator turystyki (zm. 1967)
  - Johannes Heinrich Schultz, niemiecki psychiatra, psychoterapeuta (zm. 1970)
- 1885:
  - Andrzej Gawroński, polski językoznawca, poliglota, indianista, indoeuropeista, tłumacz (zm. 1927)
  - Francis Lukeman, kanadyjski lekkoatleta, wieloboista (zm. 1946)
  - Sydney Emanuel Mudd, amerykański polityk (zm. 1924)
- 1887 – Kurt Schwitters, niemiecki malarz, rzeźbiarz, typograf, poeta, kompozytor (zm. 1948)
- 1888 – Bohdan Hulewicz, polski pułkownik, literat (zm. 1968)
- 1889 – Władysław Stryjeński, polski prawnik, psychiatra (zm. 1956)
- 1890:
  - Eugène Deloncle, francuski działacz faszystowski, kolaborant (zm. 1944)
  - Cumberland Posey, amerykański koszykarz, basebllista, właściciel drużyn, działacz, menedżer klubowy (zm. 1946)
- 1891:
  - Giannina Arangi-Lombardi, włoska śpiewaczka operowa (sopran) (zm. 1951)
  - Erik Bergqvist, szwedzki piłkarz, piłkarz wodny (zm. 1954)
  - John A. Costello, irlandzki polityk, premier Irlandii (zm. 1976)
- 1892 – Alois Vicherek, czeski generał pilot (zm. 1956)
- 1893 – Wilhelm Zaisser, niemiecki polityk komunistyczny (zm. 1958)
- 1894 – (lub 27 czerwca) Władysław Chłopicki, polski neurolog, psychiatra (zm. 1980)
- 1895:
  - Ana Kansky, słowacka chemiczka (zm. 1962)
  - Stanisław Małek, polski generał brygady (zm. 1966)
  - Bronisław Rakowski, polski generał brygady (zm. 1950)
- 1896:
  - Luiza Maria Frías Cañizares, hiszpańska działaczka Akcji Katolickiej, męczennica, błogosławiona (zm. 1936)
  - Eugeniusz Markowski, polski żołnierz Legionów Polskich (zm. 1915)
  - Emil Perška, jugosłowiański piłkarz, dziennikarz, historyk sportu pochodzenia słowackiego (zm. 1945)
- 1897 – Joachim Karsch, niemiecki rzeźbiarz, grafik (zm. 1945)
- 1898:
  - Ernest Tilton Sumpter Kelly, kanadyjski pilot wojskowy, as myśliwski (zm. 1918)
  - Witold Taszycki, polski językoznawca, wykładowca akademicki (zm. 1979)
- 1899 – Jean Moulin, francuski urzędnik, uczestnik ruchu oporu (zm. 1943)
- 1900 – Herbrand Sackville, brytyjski arystokrata, polityk (zm. 1976)
- 1901:
  - Jules Cavaillès, francuski malarz (zm. 1977)
  - Antoni Gintowt, polski działacz komunistyczny (zm. 1942)
  - Nina Romanowa, rosyjska arystokratka (zm. 1974)
- 1902 – Juan Evaristo, argentyński piłkarz (zm. 1979)
- 1903:
  - Antoni Heinrich, polski grafik, kajakarz, dziennikarz sportowy, działacz konspiracyjny (zm. 1944)
  - Jadwiga Hryniewiecka, polska tancerka baletowa, choreograf, pedagog (zm. 1988)
- 1905:
  - Kazimierz Gurgul, polski porucznik, matematyk (zm. 1944)
  - Lillian Hellman, amerykańska dramatopisarka, scenarzystka filmowa (zm. 1984)
- 1906:
  - Robert King, amerykański lekkoatleta, skoczek wzwyż (zm. 1965)
  - Ilja Winogradow, radziecki generał porucznik (zm. 1978)
- 1907 – Piotr Strebeyko, polski biolog, fizjolog roślin (zm. 2003)[potrzebny przypis]
- 1908:
  - Jan Gadaliński, polski szachista (zm. 1994)
  - Włodzimierz Hołubowicz, polski archeolog, etnograf (zm. 1962)
  - Herbert Leupold, niemiecki biegacz narciarski, żołnierz (zm. 1942)
  - Louis Truman, amerykański generał porucznik (zm. 2004)
- 1909:
  - Errol Flynn, amerykański aktor pochodzenia australijskiego (zm. 1959)
  - Helena Rudzińska, polska nauczycielka, publicystka (zm. 1984)
- 1910:
  - Francisco Martínez, meksykański koszykarz (zm. 1993)
  - Konstantin Simieonow, rosyjski dyrygent (zm. 1987)
  - Rudolf Turek, czeski historyk, archeolog (zm. 1991)
  - Wanda Wereszczyńska, polska malarka, pedagog (zm. 1978)
- 1911:
  - Wanda Paklikowska-Winnicka, polska malarka abstrakcyjna (zm. 2001)
  - Paul Pietsch, niemiecki kierowca wyścigowy (zm. 2012)
- 1912:
  - Roberto Emílio da Cunha, brazylijski piłkarz (zm. 1977)
  - Alois Jedlička, czeski językoznawca, leksykograf, normatywista, wykładowca akademicki (zm. 2000)
- 1913:
  - Lilian Jackson Braun, amerykańska pisarka (zm. 2011)
  - Jan Burbon, hiszpański arystokrata (zm. 1993)
  - Arne Nyberg, szwedzki piłkarz (zm. 1970)
- 1914:
  - Albrecht Brandi, niemiecki dowódca okrętów podwodnych (zm. 1966)
  - Jan Grzegorzewski, polski malarz, rzeźbiarz, grafik (zm. 2008)
- 1915 – Terence Young, brytyjski reżyser filmowy (zm. 1994)
- 1916:
  - Aniela Dziewulska-Łosiowa, polska astronom, geofizyk (zm. 2004)
  - Tommy Godfrey, brytyjski aktor (zm. 1984)
  - Eugen Walaschek, szwajcarski piłkarz, trener (zm. 2007)
- 1917:
  - Alicja Graff, polska prokurator okresu stalinizmu (zm. 2005)
  - Tauno Kovanen, fiński zapaśnik (zm. 1986)
  - Aleksiej Mazurienko, radziecki generał major lotnictwa (zm. 2004)
  - Helena Rasiowa, polska matematyk, wykładowczyni akademicka (zm. 1994)
  - Igor Śmiałowski, polski aktor (zm. 2006)
- 1918 – Robert Satanowski, polski kompozytor, dyrygent, generał brygady, polityk, poseł na Sejm PRL (zm. 1997)
- 1920:
  - Otto Merimaa, estoński polityk komunistyczny (zm. 2001)
  - Adriano Ossicini, włoski psychiatra, wykładowca akademicki, polityk (zm. 2019)
  - Fariz Səfərov, radziecki major narodowości azerskiej (zm. 1964)
  - Amos Tutuola, nigeryjski pisarz (zm. 1997)
  - Waghinak Zacharian, radziecki starszy porucznik narodowości ormiańskiej (zm. 1945)
- 1921:
  - Andrzej J. Kamiński, polski historyk, wykładowca akademicki (zm. 1985)
  - Jerzy Rybiński, polski działacz i dziennikarz sportowy (zm. 2014)
  - Pancho Segura, ekwadorski tenisista (zm. 2017)
- 1922:
  - Grzegorz Kurkiewicz, polski dziennikarz, publicysta (zm. 2015)
  - Karol Małcużyński, polski dziennikarz, publicysta, komentator (zm. 1984)
  - Ałeksandar Sariewski, macedoński piosenkarz (zm. 2002)
- 1923:
  - Juliusz Łukasiewicz, polski historyk, wykładowca akademicki (zm. 2016)
  - Jerzy Nowak, polski aktor (zm. 2013)
- 1924:
  - Chet Atkins, amerykański gitarzysta country (zm. 2001)
  - Rainer Barzel, niemiecki polityk (zm. 2006)
  - Tatiana Lioznowa, rosyjska reżyserka filmowa (zm. 2011)
- 1925:
  - Irena Dziedzic, polska dziennikarka i prezenterka telewizyjna (zm. 2018)
  - Doris Hart, amerykańska tenisistka (zm. 2015)
  - András Kovács, węgierski reżyser filmowy (zm. 2017)
  - Władysław Śleboda, polski działacz polityczny prezydent Poznania (zm. 2009)
- 1926:
  - Helmut Thiele, niemiecki matematyk, wykładowca akademicki (zm. 2003)
  - Giovanni Viola, włoski piłkarz, bramkarz (zm. 2008)
  - Rechawam Ze’ewi, izraelski generał, polityk, historyk (zm. 2001)
- 1927:
  - Karl-Heinz Adler, niemiecki malarz, rzeźbiarz, grafik (zm. 2018)
  - Wiaczesław Kotionoczkin, rosyjski reżyser filmów animowanych, rysownik (zm. 2000)
- 1928:
  - Enrique Baliño, urugwajski koszykarz (zm. 2018)
  - Eric Dolphy, amerykański muzyk jazzowy (zm. 1964)
  - Jan Janowski, polski inżynier metalurg, wykładowca akademicki, polityk, poseł na Sejm PRL i Sejm kontraktowy (zm. 1998)
  - Martin Landau, amerykański aktor (zm. 2017)
  - Jean-Marie Le Pen, francuski prawnik, polityk, eurodeputowany (zm. 2025)
- 1929:
  - Edgar M. Bronfman, kanadyjski przemysłowiec, prezes Światowego Kongresu Żydów (zm. 2013)
  - Felipe Camisón Asensio, hiszpański agronom, polityk, eurodeputowany (zm. 2009)
  - Kazimierz Chodakowski, polski hokeista (zm. 2017)
  - Ingrid Haebler, austriacka pianistka (zm. 2023)
  - Russell Kirsch, amerykański inżynier, informatyk (zm. 2020)
  - Stanisław Podemski, polski dziennikarz (zm. 2011)
- 1930:
  - Magdalena Abakanowicz, polska rzeźbiarka, twórczyni tkaniny artystycznej (zm. 2017)
  - Athanase Matti Shaba Matoka, iracki duchowny syryjskokatolicki, arcybiskup Bagdadu (zm. 2025)
  - Jaime Ortiz Patiño, hiszpański przemysłowiec, kolekcjoner (zm. 2013)
  - Bronisława Patalas, polska rolniczka, działaczka ludowa, polityk, poseł na Sejm PRL (zm. 2018)
- 1931:
  - Jan Biczycki, polski aktor, reżyser, pedagog (zm. 1996)
  - Teresa Chylińska, polska muzykolog
  - Olympia Dukakis, amerykańska aktorka pochodzenia greckiego (zm. 2021)
  - Józef Gęga, polski metalurg, wykładowca akademicki (zm. 2012)
  - Janusz Kotlarczyk, polski geolog, archeolog, wykładowca akademicki (zm. 2017)
  - Urszula Kozioł, polska poetka, pisarka, felietonistka (zm. 2025)
  - Marek Mazurkiewicz, polski prawnik, polityk, poseł na Sejm RP
  - Bogdan Prus, polski ekonomista, polityk, poseł na Sejm PRL (zm. 2017)
  - Min Bahadur Sherchan, nepalski himalaista (zm. 2017)
  - James Tolkan, amerykański aktor
- 1932:
  - Janusz Kapuścik, polski bibliotekoznawca, bibliograf, historyk medycyny i nauki, redaktor (zm. 1999)
  - Altan Öymen, turecki dziennikarz, pisarz, polityk, minister turystyki (zm. 2025)
  - Robiert Rożdiestwienski, rosyjski poeta (zm. 1994)
  - Rudolf von Thadden, niemiecki filozof, wykładowca akademicki (zm. 2015)
- 1933:
  - Danny Aiello, amerykański aktor (zm. 2019)
  - Jean Boiteux, francuski pływak (zm. 2010)
  - Dai Dower, brytyjski bokser (zm. 2016)
  - Włodzimierz Kłaczyński, polski pisarz
  - Katarzyna Łaniewska, polska aktorka (zm. 2020)
- 1934:
  - Sergio Balanzino, włoski dyplomata, sekretarz generalny NATO (zm. 2018)
  - Maciej Władysław Grabski, polski metaloznawca, profesor nauk technicznych (zm. 2016)
  - Rossana Podestà, włoska aktorka (zm. 2013)
  - Cornel Țăranu, rumuński kompozytor (zm. 2023)
  - José Villegas, meksykański piłkarz (zm. 2021)
- 1935:
  - Krystian Burda, polski rzeźbiarz (zm. 2015)[potrzebny przypis]
  - Armando Picchi, włoski piłkarz, trener (zm. 1971)
- 1936:
  - Pauli Ellefsen, farerski polityk, premier Wysp Owczych (zm. 2012)
  - Czesław Sterkowicz, polski historyk, polityk, poseł na Sejm RP (zm. 2016)
- 1937:
  - Ran Kohen, izraelski polityk
  - Hanna Lachman, polska aktorka (zm. 2012)
  - Georgi Miłuszew, bułgarski generał major
  - Witold Szulc, polski historyk gospodarczy, bałkanista
- 1938 – Andrzej Szymanowski, polski lekarz, polityk, senator RP (zm. 1995)
- 1939:
  - Jan Martyniak, polski duchowny greckokatolicki, arcybiskup przemysko-warszawski
  - Bob Neuwirth, amerykański wokalista, autor piosenek, producent muzyczny, artysta wizualny (zm. 2022)
  - Jan Zając, polski duchowny katolicki, biskup pomocniczy krakowski
- 1940:
  - Eugen Drewermann, niemiecki teolog, psychoterapeuta, pisarz
  - Marcel Duriez, francuski lekkoatleta, chodziarz (zm. 2023)
  - John Mahoney, brytyjski aktor (zm. 2018)
  - Ignacio Milam Tang, polityk z Gwinei Równikowej, premier
- 1941:
  - Stephen Frears, brytyjski reżyser filmowy i telewizyjny
  - Dieter Mann, niemiecki aktor (zm. 2022)
  - Ulf Merbold, niemiecki fizyk, astronauta
  - Horst Meyer, niemiecki wioślarz (zm. 2020)
  - Albiert Szestierniow, rosyjski piłkarz (zm. 1994)
- 1942:
  - Santiago Agrelo, hiszpański duchowny katolicki, arcybiskup Tangeru
  - Heinz Kindermann, niemiecki lekarz weterynarii, polityk
  - Eduard Markarow, ormiański piłkarz, trener i działacz piłkarski
  - Carlo Prinoth, włoski saneczkarz
  - Brian Wilson, amerykański muzyk, wokalista, kompozytor, producent muzyczny, członek zespołu The Beach Boys (zm. 2025)
- 1943:
  - Wojciech Gąssowski, polski piosenkarz
  - Grant Tambling, australijski polityk, gubernator Terytorium Wyspy Norfolk (zm. 2025)
  - Masayuki Uemura, japoński projektant sprzętu elektronicznego (zm. 2021)
- 1944:
  - Cheryl Holdridge, amerykańska aktorka (zm. 2009)
  - Suzanne Osten, szwedzka reżyserka i scenarzystka filmowa (zm. 2024)
  - Krystyna Ozga, polska polityk, poseł na Sejm RP, wicemarszałek województwa łódzkiego
- 1945:
  - Denis Brennan, irlandzki duchowny katolicki, biskup Ferns
  - Hassan Abshir Farah, somalijski polityk, premier Somalii (zm. 2020)
  - Anne Murray, kanadyjska piosenkarka country
  - Piotr Nurowski, polski działacz sportowy, prezes PKOl (zm. 2010)
- 1946:
  - Xanana Gusmão, wschodniotimorski polityk, premier i prezydent Timoru Wschodniego
  - Michael Putney, australijski duchowny katolicki, biskup Townsville (zm. 2014)
  - Lars Vilks, szwedzki malarz, rysownik, rzeźbiarz (zm. 2021)
  - André Watts, amerykański pianista (zm. 2023)
- 1947:
  - Birgitte, księżna Gloucester
  - Candy Clark, amerykańska aktorka
  - Gérard Collomb, francuski nauczyciel, samorządowiec, polityk, mer Lyonu, minister spraw wewnętrznych (zm. 2023)
  - Wojciech Roszkowski, polski ekonomista, historyk, pisarz
- 1948:
  - Grażyna Ciemniak, polska chemik, polityk, senator i poseł na Sejm RP
  - Cirilo Flores, amerykański duchowny katolicki, biskup San Diego (zm. 2014)
  - Jimmy Flynt, amerykański dziennikarz
  - Jan Purzycki, polski scenarzysta filmowy, pisarz (zm. 2019)
  - Ludwig Scotty, nauruański polityk, prezydent Nauru
- 1949:
  - Urszula Pulkowska, polska koszykarka
  - Adam Grobler, polski filozof, wykładowca akademicki
  - Antoni Hukałowicz, polski prozaik, poeta
  - Gotabaya Rajapaksa, lankijski polityk, prezydent Sri Lanki
  - Lionel Richie, amerykański wokalista, kompozytor, aktor
- 1950:
  - Stefan Brzozowski, polski kompozytor, gitarzysta, piosenkarz
  - Bogusław Choina, polski lekarz, działacz opozycji demokratycznej, polityk, poseł na Sejm RP (zm. 2016)
  - Julian Gembalski, polski organista, kompozytor, pedagog
  - Gudrun Landgrebe, niemiecka aktorka
  - Roselyne Lefrançois, francuska działaczka samorządowa, polityk, eurodeputowana
  - Nuri al-Maliki, iracki polityk, wiceprezydent i premier Iraku
- 1951:
  - Anna Bolecka, polska pisarka
  - Đuro Gašparović, chorwacki duchowny katolicki, biskup sremski
  - Tress MacNeille, amerykańska aktorka dubbingowa
  - Paul Muldoon, północnoirlandzki poeta
  - Stefan Regmunt, polski duchowny katolicki, biskup zielonogórsko-gorzowski
  - Bruce Wilson, kanadyjski piłkarz
- 1952:
  - Valerio Evangelisti, włoski pisarz science fiction (zm. 2022)
  - Stanisław Głębocki, polski polityk, poseł na Sejm RP
  - John Goodman, amerykański aktor
  - Zofia Popiołek, polska polityk, poseł na Sejm RP
  - Wafaa Sulaiman, libańska była pierwsza dama
- 1953:
  - Ulrich Mühe, niemiecki aktor (zm. 2007)
  - Janina Niżnik, polska lekkoatletka, miotaczka
- 1954:
  - Michael Anthony, amerykański muzyk, członek zespołu Van Halen
  - Karlheinz Brandenburg, niemiecki inżynier dźwięku
  - Harald Jährling, niemiecki wioślarz
  - Jaroslav Paška, słowacki inżynier architektury, polityk, minister nauki i szkolnictwa, eurodeputowany (zm. 2021)
  - Ilan Ramon, izraelski pilot wojskowy, astronauta (zm. 2003)
  - Jan Wołek, polski malarz, pisarz, pieśniarz, karykaturzysta
- 1955:
  - Przemysław Cieślak, polski redaktor, wydawca, działacz opozycji antykomunistycznej (zm. 2012)
  - Mirosław Sekuła, polski polityk, poseł na Sejm RP, prezes NIK
- 1956:
  - Mykoła Porowski, ukraiński polityk, pisarz, publicysta
  - Peter Reid, angielski piłkarz, trener
  - Paweł Woldan, polski reżyser i scenarzysta filmów dokumentalnych
- 1957:
  - Dariusz Kłeczek, polski lekarz, polityk, senator i poseł na Sejm RP
  - Dorota Kolak, polska aktorka
- 1958:
  - Kelly Johnson, brytyjska gitarzystka, członkini zespołu Girlschool (zm. 2007)
  - Draupadi Murmu, indyjska polityk, prezydent Indii
  - Barbara Rosenkranz, austriacka polityk
  - Roberts Zīle, łotewski ekonomista, polityk
- 1959:
  - Jasmin Feige, niemiecka lekkoatletka, skoczkini w dal i wzwyż (zm. 1988)
  - Van Hilleary, amerykański polityk
  - Antonino Raspanti, włoski duchowny katolicki, biskup Acireale
  - Boris Strel, słoweński narciarz alpejski (zm. 2013)
  - Jewgienij Sysojew, rosyjski generał
- 1960:
  - Juryj Drakachrust, białoruski dziennikarz, politolog, matematyk
  - John Taylor, brytyjski basista, członek zespołu Duran Duran
- 1961:
  - Piotr Cyrwus, polski aktor
  - Karin Enke, niemiecka łyżwiarka szybka
  - Erdal Keser, turecki piłkarz
  - Małgorzata Kozera-Gliszczyńska, polska koszykarka (zm. 1992)
  - Vesna Škare-Ožbolt, chorwacka prawnik, polityk
  - Sándor Zsótér, węgierski aktor, dramaturg, reżyser filmowy
- 1962:
  - Kirk Baptiste, amerykański lekkoatleta, sprinter (zm. 2022)
  - Raúl Cascaret, kubański zapaśnik (zm. 1995)
  - Benjamin Massing, kameruński piłkarz (zm. 2017)
  - Amos Ojo, nigeryjski zapaśnik (zm. 2025)
- 1963:
  - José Basualdo, argentyński piłkarz, trener
  - Amir Derakh, amerykański gitarzysta, członek zespołów: Rough Cutt, Jailhouse, Orgy, Julien-K i Dead By Sunrise
  - Anne Jahren, norweska biegaczka narciarska
- 1964:
  - Mariola Dankiewicz, polska lekkoatletka, oszczepniczka
  - Michael Landon Jr., amerykański aktor
  - Silke Möller, niemiecka lekkoatletka, sprinterka
- 1965:
  - Jerzy Ciruk, polski szachista
  - Edward Klass, amerykański piłkarz wodny
  - Zsolt Muzsnay, rumuński piłkarz pochodzenia węgierskiego
  - Jürgen Wirth, niemiecki biathlonista
- 1966:
  - Sławomir Cynk, polski matematyk, wykładowca akademicki
  - Roman Czejarek, polski dziennikarz, prezenter radiowy i telewizyjny, publicysta, konferansjer
  - Marian Lupu, mołdawski polityk, p.o. prezydent Mołdawii
  - Przemysław Młyńczyk, polski reżyser i scenarzysta filmowy
- 1967:
  - Indra, szwedzka piosenkarka, aktorka
  - Nicole Kidman, australijsko-amerykańska aktorka, piosenkarka
  - Luigi de Magistris, włoski prokurator, polityk, burmistrz Neapolu
  - Cornelia Neuhaus, niemiecka pisarka
  - Rita Razmaitė, litewska kolarka torowa
- 1968:
  - Mateusz Morawiecki, polski menedżer, bankowiec, polityk, minister rozwoju, wicepremier i premier RP
  - Anton Pogue, amerykański snowboardzista
  - Robert Rodriguez, amerykański reżyser i scenarzysta filmowy pochodzenia meksykańskiego
  - Piotr Świst, polski żużlowiec
- 1969:
  - Paulo Bento, portugalski piłkarz, trener
  - Giovanni Lombardi, włoski kolarz szosowy i torowy
  - Peter Paige, amerykański aktor
  - Alexander Schallenberg, austriacki polityk, kanclerz Austrii
  - MaliVai Washington, amerykański koszykarz
- 1970:
  - Marko Alerić, chorwacki kroatysta, normatywista
  - Gregor Mackintosh, brytyjski gitarzysta, członek zespołu Paradise Lost
  - Agnieszka Matuszewska-Kaja, polska piłkarka ręczna
  - Andrea Nahles, niemiecka polityk
  - Pandora, szwedzka piosenkarka
  - Mulaj Raszid, marokański książę
  - Oren Smadża, izraelski judoka
- 1971:
  - Josh Lucas, amerykański aktor, producent filmowy
  - Ian Matthews, brytyjski perkusista, członek zespołu Kasabian[3]
  - Margarita Ortega, kolumbijska aktorka
  - Rodney Rogers, amerykański koszykarz
  - Inna Szeszkil, kazachska biathlonistka
  - Jeordie White, amerykański basista, kompozytor, członek zespołu Marilyn Manson
- 1972:
  - Rahul Khanna, indyjski aktor
  - Piotr Reiss, polski piłkarz
  - Joe Spinks, amerykański koszykarz, trener
- 1973:
  - Mirosław Gabryś, polski poeta, prozaik
  - Júnior, brazylijski piłkarz
  - Ireneusz Kuraś, polski kulturysta, strongman, trójboista siłowy
  - Jorge Martínez, argentyński piłkarz
  - Anna Matecka, polska aktorka
  - Chino Moreno, amerykański wokalista, członek zespołów Deftones i Team Sleep
  - Tymoteusz Onyszkiewicz, polski poeta, prozaik, filozof, aktywista polityczny, jogin, karateka
  - James Verbicky, kanadyjski malarz pochodzenia polskiego
  - Tom Wlaschiha, niemiecki aktor
- 1974:
  - Attila Czene, węgierski pływak
  - Aleksandr Ignatow, turkmeński piłkarz pochodzenia rosyjskiego
  - Beibis Mendoza, kolumbijski bokser
  - Margit Randver, estońska lekkoatletka, tyczkarka
  - Kristina Curry Rogers, amerykańska paleontolog, wykładowczyni akademicka
  - María Jesús Rosa, hiszpańska pięściarka (zm. 2018)
  - Tamás Sándor, węgierski piłkarz
  - Lorenzo Squizzi, włoski piłkarz, bramkarz
- 1975:
  - Juan Balcells, hiszpański tenisista
  - Li Xiaopeng, chiński piłkarz, trener
  - Adriano de Micheli, włoski kierowca wyścigowy
  - Eric S. Schmitt, amerykański prawnik, polityk
  - Daniel Zítka, czeski piłkarz, bramkarz
- 1976:
  - Juliano Belletti, brazylijski piłkarz
  - Piotr Czerniawski, polski poeta, krytyk literacki
  - Carlos Lee, panamski baseballista
  - Li Xiaopeng, chiński piłkarz
- 1977:
  - Piotr Dąbrówka, polski wokalista, kompozytor, autor piosenek, interpretator poezji
  - Gordan Giriček, chorwacki koszykarz
  - Numer Raz, polski raper, producent muzyczny
  - Stephanie White, amerykańska koszykarka, trenerka
- 1978:
  - Hatem Aqel, jordański piłkarz
  - Frank Lampard, angielski piłkarz
  - Wojciech Serafin, polski siatkarz
  - Leszek Skiba, polski ekonomista, urzędnik państwowy
  - Héctor Soto, portorykański siatkarz
- 1979:
  - Charlotte Hatherley, brytyjska piosenkarka, gitarzystka
  - Masashi Motoyama, japoński piłkarz
  - Mike Omer, izraelski pisarz
  - Cael Sanderson, amerykański zapaśnik
  - Paweł Sobolewski, polski piłkarz
- 1980:
  - Alaksiej Abałmasau, białoruski wioślarz
  - Chang Ko-hsin, tajwańska lekkoatletka, tyczkarka
  - Milovan Mirosevic, chilijski piłkarz pochodzenia chorwackiego
  - Vignir Svavarsson, islandzki piłkarz ręczny
- 1981:
  - Angerfist, holenderski didżej
  - Ardian Gashi, kosowski i norweski piłkarz
  - Brede Hangeland, norweski piłkarz
  - Oksana Szmaczkowa, rosyjska piłkarka
  - Robert Stieglitz, niemiecki bokser
  - Lene Storløkken, norweska piłkarka
- 1982:
  - Aleksiej Bieriezucki, rosyjski piłkarz
  - Wasilij Bieriezucki, rosyjski piłkarz
  - Niels-Kristian Iversen, duński żużlowiec
  - April Ross, amerykańska siatkarka plażowa
- 1983:
  - Marta Budzyńska, polska dziennikarka i prezenterka telewizyjna[potrzebny przypis]
  - Deonise Cavaleiro, brazylijska piłkarka ręczna
  - Josh Childress, amerykański koszykarz
  - Leroy Dixon, amerykański lekkoatleta, sprinter
  - Ignatiy Nesterov, uzbecki piłkarz, bramkarz
  - Vilmos Vanczák, węgierski piłkarz
  - Zhao Peng, chiński piłkarz
- 1984:
  - Richard Eromoigbe, nigeryjski piłkarz
  - Federico Gattinoni, włoski wioślarz
  - Heiner Mora, kostarykański piłkarz
  - Anton Muchowykow, ukraiński piłkarz
  - Mindaugas Sinkevičius, litewski polityk, samorządowiec
  - Mohd Rizal Tisin, malezyjski kolarz torowy
- 1985:
  - Saki Aibu, japońska aktorka
  - Ruben Boykin, amerykański koszykarz
  - Myriam Casanova, szwajcarska tenisistka
  - Aurélien Chedjou, kameruński piłkarz
  - Julian Corrie, brytyjski muzyk, multiinstrumentalista, inżynier dźwięku, wokalista, producent muzyczny, autor tekstów, członek zespołu Franz Ferdinand
  - Nooshi Dadgostar, szwedzka polityk pochodzenia irańskiego
  - Jan Janovský, czeski futsalista
  - Patrick Loliger, meksykański wioślarz
  - Darko Miličić, serbski koszykarz
  - Szyrwani Muradow, rosyjski zapaśnik
  - Sahr Senesie, niemiecki piłkarz pochodzenia sierraleońskiego
  - Adam Trent, amerykański iluzjonista
- 1986:
  - Anna Herbich-Zychowicz, polska dziennikarka, reportażystka
  - Allie Quigley, amerykańsko-węgierska koszykarka
  - Jakub Štěpánek, czeski hokeista, bramkarz
  - Dreama Walker, amerykańska aktorka
  - Mateusz Ziółko, polski muzyk popowy
- 1987:
  - Carsten Ball, australijski tenisista
  - Asmir Begović, bośniacki piłkarz, bramkarz
  - Joseph Ebuya, kenijski lekkoatleta, długodystansowiec
  - Itumeleng Khune, południowoafrykański piłkarz, bramkarz
  - Rico Ramos, amerykański bokser pochodzenia portorykańskiego
  - Anna Szymańczyk, polska aktorka
- 1988:
  - Kristina Berger, niemiecka łuczniczka
  - Nicolás García, hiszpański taekwondzista
  - Paweł Mikołajczak, polski siatkarz
  - Yarimar Rosa, portorykańska siatkarka
- 1989:
  - Luke Babbitt, amerykański koszykarz
  - Ana Filip, rumuńska koszykarka
  - Javier Pastore, argentyński piłkarz
  - Kyla Richey, kanadyjska siatkarka
  - Paulina Rozwadowska, polska koszykarka
  - Ashley Weinhold, amerykańska tenisistka
- 1990:
  - Ding Ning, chińska tenisistka stołowa
  - Fab Melo, brazylijski koszykarz (zm. 2017)
  - Eric O’Dell, kanadyjski hokeista
  - Iselin Solheim, norweska piosenkarka
- 1991:
  - Christina Epps, amerykańska lekkoatletka, trójskoczkini
  - Sara Hutinski, słoweńska siatkarka
  - Kalidou Koulibaly, senegalski piłkarz
  - Rasmus Lauge, duński piłkarz ręczny
  - Arkadiusz Leniart, polski szachista
  - Gülyschan Nachbajewa, kazachska szachistka
  - Shagreen, polska piosenkarka, skrzypaczka, kompozytorka, autorka tekstów, producentka muzyczna
- 1992:
  - Mohammed Diarra, gwinejski piłkarz
  - Patryk Dudek, polski żużlowiec
  - Kim Woo-jin, południowokoreański łucznik
  - Ewelina Mikołajewska, polska siatkarka
- 1993:
  - Samuel Holt, amerykański siatkarz
  - Sead Kolašinac, bośniacki piłkarz
  - Jacob Rinne, szwedzki piłkarz, bramkarz
- 1994:
  - Zuzanna Bijoch, polska modelka
  - Patrycja Chojnacka, polska piłkarka ręczna
  - Oksana Herhel, ukraińska zapaśniczka
  - Jake Packard, australijski pływak
- 1995:
  - Krzysztof Drzazga, polski piłkarz
  - Alexis Peterson, amerykańska koszykarka
  - Gerson Rodrigues, luksemburski piłkarz pochodzenia portugalskiego
  - Geraldine Viswanathan, australijska aktorka
  - Carol Zhao, kanadyjska tenisistka pochodzenia chińskiego
- 1996:
  - Muhammad Ali, brytyjski bokser
  - Sam Bennett, kanadyjski hokeista
  - Madżid Hosejni, irański piłkarz
  - Sarah Mitton, kanadyjska lekkoatletka, kulomiotka
  - Daniele Verde, włoski piłkarz
- 1997:
  - Rusłan Basijew, rosyjski i ormiański zapaśnik
  - Wiktor Dyduła, polski piosenkarz, autor tekstów
  - Dominik Jaglarski, polski siatkarz
  - Bálint Kopasz, węgierski kajakarz
  - Jordan Larsson, szwedzki piłkarz
- 1998:
  - Oshae Brissett, kanadyjski koszykarz
  - Kajsa Vickhoff Lie, norweska narciarka alpejska
  - Andrei Rațiu, rumuński piłkarz
- 1999:
  - Maria Bączek, polska judoczka
  - Nassim Boujellab, marokański piłkarz
  - Yui Mizuno, japońska piosenkarka, modelka
- 2000:
  - Mohanad Ali, iracki piłkarz
  - Roko Baturina, chorwacki piłkarz
  - Mitchel Bakker, holenderski piłkarz
  - Mateusz Grudziński, polski piłkarz
  - Christian Koloko, kameruński koszykarz
- 2001:
  - Gustavo Mantuan, brazylijski piłkarz
  - Bacar N’Dum, zapaśnik z Gwinei Bissau
  - Gonçalo Ramos, portugalski piłkarz
  - Natalla Warakina, białoruska zapaśniczka
- 2002:
  - Luigi Cini, brazylijski skater
  - Hugo Ekitike, francuski piłkarz pochodzenia kameruńskiego
  - Nodoka Yamamoto, japońska zapaśniczka
- 2003:
  - Hans Niemann, amerykański szachista pochodzenia duńsko-hawajskiego
  - Marc Pubill, hiszpański piłkarz
- 2004:
  - William Clem, duński piłkarz
  - Kurumi Ichinohe, japońska skoczkini narciarska
- 2005 – Jordan García, kolumbijski piłkarz, bramkarz
- 2006 – Pharrell Trainor, samoański piłkarz
- 2007 – Renáta Jamrichová, słowacka tenisistka

## Zmarli
- 451 – Teodoryk I, król Wizygotów (ur. ?)
- 840 – Ludwik I Pobożny, król Franków i cesarz rzymski (ur. 778)
- 930 – Hucbald, duński mnich, poeta, hagiograf, kompozytor, teoretyk muzyki (ur. ?)
- 1176 – Michał Jurijewicz, wielki książę włodzimierski (ur. ?)
- 1373 – Raymond de Canillac, francuski kardynał (ur. ok. 1300)
- 1574 – Antoine de Créqui Canaples, francuski duchowny katolicki, biskup Amiens, kardynał (ur. 1531)
- 1584 – Dermot O’Hurley, irlandzki duchowny katolicki, arcybiskup Cashel, męczennik, błogosławiony (ur. ?)
- 1585 – Christian Kruik van Adrichem, holenderski duchowny katolicki, pisarz, teolog (ur. 1533)
- 1597 – Willem Barents, holenderski żeglarz, podróżnik (ur. 1550)
- 1605:
  - Fiodor II Borysowicz, car Rosji (ur. 1589)
  - Maria Skuratowa-Bielska, caryca Rosji (ur. ?)
- 1626:
  - Wincenty Kaŭn, koreański jezuita, męczennik, błogosławiony (ur. 1579)
  - Paweł Kinsuke, japoński jezuita, męczennik, błogosławiony (ur. 1581)
  - Jan Kisaku, japoński jezuita, męczennik, błogosławiony (ur. 1605)
  - Franciszek Pacheco, portugalski jezuita, misjonarz, męczennik, błogosławiony (ur. 1556)
  - Piotr Rinshei, japoński jezuita, męczennik, błogosławiony (ur. 1588)
  - Kasper Sadamatsu, japoński jezuita, męczennik, błogosławiony (ur. 1565)
  - Baltazar de Torres, hiszpański jezuita, misjonarz, męczennik, błogosławiony (ur. 1563)
  - Michał Tōzō, japoński jezuita, męczennik, błogosławiony (ur. ok. 1588)
  - Jan Chrzciciel Zola, włoski jezuita, misjonarz, męczennik, błogosławiony (ur. 1575)
- 1637 – Otto Schenking, niemiecki duchowny katolicki, biskup wendeński (ur. 1554)
- 1638 – Hipolita Grimaldi, księżna Monako (ur. 1600)
- 1649 – Richard Brandon, angielski kat (ur. ?)
- 1677 – Hrehory Kazimierz Podbereski, wojewoda smoleński, kuchmistrz wielki litewski, pułkownik wojsk litewskich, starosta gulbiński i upicki (ur. ?)
- 1679:
  - Jan Fenwick, angielski jezuita, męczennik, błogosławiony (ur. 1628)
  - Jan Gavan, angielski jezuita, męczennik, błogosławiony (ur. 1640)
  - Wilhelm Harcourt, angielski jezuita, męczennik, błogosławiony (ur. 1600)
  - Antoni Turner, angielski jezuita, męczennik, błogosławiony (ur. 1628)
  - Tomasz Whitbread, angielski jezuita, męczennik, błogosławiony (ur. 1618)
- 1681 – Maciej Dobracki, polski prozaik, poeta, tłumacz, pedagog, prawnik, gramatyk, leksykograf, autor podręczników do języka polskiego (ur. 1625)
- 1697 – Jan Kazimierz Denhoff, polski duchowny katolicki, biskup Ceseny, kardynał (ur. 1649)
- 1714 – Maria Anna Mancini, francuska arystokratka pochodzenia włoskiego (ur. 1649)
- 1717 – Anna Leszczyńska, królewna polska (ur. 1699)
- 1722 – Christoph Dientzenhofer, niemiecki architekt (ur. 1655)
- 1734 – Michael Friedrich Althann, austriacki duchowny katolicki, biskup Vác, kardynał, teolog, polityk, wicekról Neapolu (ur. 1682)
- 1759 – Moritz Adolf Karl von Sachsen-Zeitz, niemiecki duchowny katolicki, biskup hradecki i litomierzycki (ur. 1702)
- 1771 – Jean Lamour, francuski kowal (ur. 1698)
- 1787 – Karl Friedrich Abel, niemiecki kompozytor, gambista (ur. 1723)
- 1794 – Félix Vicq-d’Azyr, francuski lekarz, anatom (ur. 1746)
- 1800 – Abraham Gotthelf Kästner, niemiecki matematyk (ur. 1719)
- 1807 – Ferdinand Berthoud, szwajcarski mechanik, zegarmistrz (ur. 1727)
- 1808 – Franciszek Ksawery Dmochowski, polski pijar, działacz polityczny, publicysta, poeta, tłumacz (ur. 1762)
- 1810 – Axel Fersen, szwedzki arystokrata (ur. 1755)
- 1812 – Jakub Adamczewski, polski pisarz, tłumacz (ur. 1763)
- 1817 – Marie-Gabriel-Florent-Auguste de Choiseul-Gouffier, francuski dyplomata (ur. 1752)
- 1818 – Jadwiga Elżbieta, królowa szwedzka i norweska (ur. 1759)
- 1820 – Manuel Belgrano, argentyński generał, ekonomista, polityk (ur. 1770)
- 1822 – Eugeniusz Fryderyk, książę wirtemberski, dowódca wojskowy (ur. 1758)
- 1836 – Emmanuel-Joseph Sieyès, francuski polityk, drugi konsul Francji (ur. 1748)
- 1837 – Wilhelm IV, król Wielkiej Brytanii, Irlandii i Hanoweru (ur. 1765)
- 1843 – Augustin Marie d’Aboville, francuski generał brygady (ur. 1776)
- 1854 – Karolina z Hesji-Homburg, księżna Schwarzburg-Rudolstadt (ur. 1771)
- 1856 – Florestan I Grimaldi, książę Monako (ur. 1785)
- 1862:
  - Barbu Catargiu, rumuński dziennikarz, polityk, premier Rumunii (ur. 1807)
  - Wincenty Darowski, polski działacz polityczny i gospodarczy (ur. 1787)
- 1863 – Joseph Russegger, austriacki geolog, podróżnik (ur. 1802)
- 1870 – Jules de Goncourt, francuski pisarz (ur. 1830)
- 1873 – John Alexander Kennedy, amerykański inspektor policji pochodzenia irlandzkiego (ur. 1803)
- 1878 – Jan Łubieński, polski polityk (ur. 1788)
- 1883:
  - Alois Vojtěch Šmilovský, czeski pisarz (ur. 1837)
  - James Frederick Wood, amerykański duchowny katolicki, arcybiskup metropolita Filadelfii pochodzenia brytyjskiego (ur. 1813)
- 1888 – Johannes Zukertort, polsko-niemiecki szachista pochodzenia żydowskiego (ur. 1842)
- 1890 – Franciszek Ksawery Tuczyński, polski prozaik, poeta, publicysta, wydawca (ur. 1844)
- 1895 – Carl Eduard Adolph Gerstäcker, niemiecki zoolog, entomolog (ur. 1828)
- 1898 – Teodor Baranowski, polski przedsiębiorca, samorządowiec (ur. 1807)
- 1900 – Henry Loch, brytyjski wojskowy, dyplomata, administrator kolonialny (ur. 1827)
- 1903 – Gaspare Stanislao Ferrari, włoski jezuita, astronom (ur. 1834)
- 1906 – Ernst Schultz, duński lekkoatleta, sprinter (ur. 1879)
- 1911:
  - Richard Klebs, niemiecki geolog, paleontolog (ur. 1850)
  - Ignacy Petelenz, polski nauczyciel, zoolog, polityk (ur. 1850)
- 1912:
  - Voltairine de Cleyre, amerykańska pisarka, anarchistka (ur. 1866)
  - Marijan Marković, bośniacki duchowny katolicki, biskup, administrator apostolski Banja Luki (ur. 1840)
- 1916 – Krzysztof Abrahamowicz, polski ziemianin, polityk pochodzenia ormiańskiego (ur. 1852)
- 1917 – James Crafts, amerykański chemik (ur. 1839)
- 1918:
  - Samuel Buaczidze, gruziński i rosyjski rewolucjonista, bolszewik, polityk (ur. 1882)
  - Andronik (Nikolski), rosyjski duchowny prawosławny, metropolita permski (ur. 1870)
  - W. Wołodarski, rosyjski rewolucjonista pochodzenia żydowskiego (ur. 1891)
- 1919 – Tivadar Kosztka Csontváry, węgierski malarz (ur. 1853)
- 1922:
  - Tadeusz Krupski, polski major kawalerii (ur. 1888)
  - Vittorio Monti, włoski skrzypek, kompozytor, dyrygent (ur. 1868)
- 1923:
  - Walenty Kamocki, polski okulista (ur. 1858)
  - Józef Ostrowski, polski ziemianin, polityk, członek Rady Regencyjnej (ur. 1850)
- 1924 – Francisco Iturrino, hiszpański malarz (ur. 1864)
- 1929 – Jewhen Czykałenko, ukraiński ziemianin, polityk, publicysta emigracyjny (ur. 1861)
- 1933 – Clara Zetkin, niemiecka socjalistka, feministka, pacyfistka (ur. 1857)
- 1937 – Andreu Nin, hiszpański dziennikarz, działacz socjalistyczny (ur. 1892)
- 1940:
  - Jan Augustyn, polski rolnik, działacz polonijny w Niemczech (ur. 1882)
  - Jehan Alain, francuski kompozytor (ur. 1911)
  - Bolesław Pytel, polski pułkownik piechoty (ur. 1883)
  - Stefan Wojnar-Byczyński, polski działacz niepodległościowy i społeczny, polityk, poseł na Sejm RP (ur. 1899)
  - Mathias Zdarsky, austriacki pionier narciarstwa alpejskiego (ur. 1856)
  - Władysław Ziętkiewicz, polski pułkownik piechoty, taternik, działacz narciarski (ur. 1892)
- 1941 – Josef Kupka, czeski duchowny katolicki, biskup brneński (ur. 1862)
- 1942:
  - Carl Kaiserling, niemiecki patolog, wykładowca akademicki (ur. 1869)
  - Stanisław Mielcarek, polski kapral radiooperator (ur. 1920)
- 1943:
  - Lucien Démanet, francuski gimnastyk (ur. 1874)
  - Jadwiga Majówna, polska nauczycielka, działaczka społeczna (ur. 1863)
- 1944:
  - Jakub Edelstein, czechosłowacki syjonistyczny socjaldemokrata, pierwszy przewodniczący judenratu w getcie w Theresienstadt (ur. 1903)
  - Władysław Komar, polski ziemianin, żołnierz podziemia, lekkoatleta (ur. 1910)
  - Toni Merkens, niemiecki kolarz torowy i szosowy, żołnierz (ur. 1912)
  - Eugeniusz Świerczewski, polski dziennikarz, krytyk teatralny, agent Gestapo w AK (ur. 1894)
- 1945 – Robert Crewe-Milnes, brytyjski arystokrata, pisarz, polityk (ur. 1858)
- 1947:
  - Wilfred Hudson Osgood, amerykański zoolog, muzealnik (ur. 1875)
  - Bugsy Siegel, amerykański przestępca pochodzenia żydowskiego (ur. 1906)
- 1948 – Eustace Miles, brytyjski zawodnik jeu de paume (ur. 1868)
- 1949 – Fiodor Ocep, rosyjski reżyser, scenarzysta i krytyk filmowy (ur. 1895)
- 1951 – Iwan Griszyn, radziecki generał pułkownik (ur. 1901)
- 1952 – Luigi Fagioli, włoski kierowca wyścigowy (ur. 1898)
- 1953 – Mściwój Semerau-Siemianowski, polski kardiolog, wykładowca akademicki (ur. 1885)
- 1955 – Janina Korolewicz-Waydowa, polska śpiewaczka operowa (sopran) (ur. 1876)
- 1956:
  - René Bougnol, francuski florecista, szpadzista (ur. 1911)
  - Willy Gilbert, norweski żeglarz sportowy (ur. 1881)
- 1958 – Kurt Alder, niemiecki chemik, laureat Nagrody Nobla (ur. 1902)
- 1959 – Hitoshi Ashida, japoński polityk, premier Japonii (ur. 1887)
- 1960:
  - Wojciech Agenor Gołuchowski, polski ziemianin, polityk, senator RP (ur. 1888)
  - John B. Kelly, amerykański wioślarz (ur. 1889)
  - André Patry, francuski astronom (ur. 1902)
- 1961 – Marian Wolańczyk, polski nauczyciel, bibliotekarz (ur. 1888)
- 1962:
  - Chabib Abdułłajew, radziecki geolog (ur. 1912)
  - Gabriel Bertrand, francuski chemik, biochemik, bakteriolog (ur. 1867)
  - Shaaban Bin Robert, tanzański prozaik, poeta, eseista (ur. 1909)
- 1963 – Józef Aumiller, polski medalier, rzeźbiarz (ur. 1892)
- 1964 – Wasilij Kuzniecow, radziecki generał pułkownik (ur. 1894)
- 1965 – Bernard Baruch, amerykański przemysłowiec, polityk pochodzenia żydowskiego (ur. 1870)
- 1966:
  - Wilhelm Busch, niemiecki pastor luterański, ewangelista, autor literatury religijnej (ur. 1897)
  - Georges Lemaître, belgijski duchowny katolicki, astronom (ur. 1894)
- 1967:
  - Victor Brougham, brytyjski arystokrata, wojskowy (ur. 1909)
  - Hans Dittmar, fiński żeglarz sportowy (ur. 1902)
- 1968 – Zdeněk Štěpánek, czeski aktor, reżyser filmowy, dramaturg (ur. 1896)
- 1969 – Mieczysław Barwicki, polski dyrygent chóralny, wydawca muzyczny, działacz ruchu śpiewaczego (ur. 1898)
- 1970 – Zbigniew Oleński, polski kapitan pilot (ur. 1907)
- 1971 – Wincenty Oczykowski, polski architekt (ur. 1892)
- 1972:
  - Mikuláš Bakoš, słowacki teoretyk literatury, tłumacz (ur. 1914)
  - Sidney Lanfield, amerykański reżyser filmowy i telewizyjny (ur. 1898)
- 1973 – Władysław Stasica, polski prawnik, sędzia, adwokat, pułkownik (ur. 1913)
- 1974:
  - Horace Lindrum, australijski snookerzysta (ur. 1912)
  - Marek Romański, polski pisarz, publicysta, dziennikarz (ur. 1906)
- 1975 – Michaił Jegorow, radziecki żołnierz (ur. 1923)
- 1976 – Czesław Thullie, polski architekt, historyk architektury (ur. 1888)
- 1978 – Mark Robson, kanadyjski reżyser i producent filmowy (ur. 1913)
- 1979 – Maria Bednarska, polska aktorka (ur. 1903)
- 1980 – Allan Pettersson, szwedzki skrzypek, kompozytor (ur. 1911)
- 1981 – Alfred Kokot, polski piłkarz (ur. 1928)
- 1982 – Mieczysław Stelmasiak, polski lekarz (ur. 1909)
- 1983 – Jan Baranowicz, polski poeta, prozaik, satyryk (ur. 1906)
- 1984 – Estelle Winwood, brytyjska aktorka (ur. 1883)
- 1986 – Béla Szepes, węgierski lekkoatleta, oszczepnik (ur. 1903)
- 1988 – Wojciech Pilarski, polski aktor, reżyser, dyrektor teatru (ur. 1921)
- 1989:
  - Teresa Badzian, polska scenarzystka i reżyserka filmów animowanych (ur. 1929)
  - George Bidwell, brytyjski pisarz (ur. 1905)
  - Kaarlo Kurko, fiński żołnierz, pisarz (ur. 1899)
- 1990 – Ina Balin, amerykańska aktorka (ur. 1937)
- 1991:
  - Kitty ter Braake, holenderska lekkoatletka, płotkarka i sprinterka (zm. 1991)
  - Malcolm Frager, amerykański pianista (ur. 1935)
  - Michael Westphal, niemiecki tenisista (ur. 1965)
- 1992 – Charles Groves, brytyjski dyrygent (ur. 1915)
- 1993 – György Sárosi, węgierski piłkarz, trener (ur. 1912)
- 1994:
  - John Farrell, amerykański łyżwiarz szybki (ur. 1906)
  - Jay Miner, amerykański projektant procesorów multimedialnych (ur. 1932)
- 1995:
  - Emil Cioran, rumuński filozof, eseista (ur. 1911)
  - Gianni Ghidini, włoski kolarz szosowy (ur. 1930)
  - Albert Wyckmans, belgijski kolarz szosowy (ur. 1897)
- 1996 – Józef Green, polski aktor, reżyser i scenarzysta filmowy pochodzenia żydowskiego (ur. 1900)
- 1997:
  - John Akii-Bua, ugandyjski lekkoatleta, płotkarz (ur. 1949)
  - Paul Carell, niemiecki pisarz (ur. 1911)
  - Sergiusz Riabinin, polski biolog, przyrodnik, poeta, wykładowca akademicki (ur. 1918)
- 1998:
  - Ernst Brugger, szwajcarski polityk, prezydent Szwajcarii (ur. 1914)
  - Heinz Ditgens, niemiecki piłkarz, trener (ur. 1914)
- 1999:
  - Clifton Fadiman, amerykański redaktor, prezenter telewizyjny, krytyk literacki (ur. 1904)
  - Tadeusz Kwaśniewski, polski polityk, poseł na Sejm PRL (ur. 1913)
- 2001:
  - Ernest Bour, francuski dyrygent (ur. 1913)
  - Zygmunt Pawlas, polski szablista (ur. 1930)
- 2002:
  - Heinz Bigler, szwajcarski piłkarz (ur. 1925)
  - Erwin Chargaff, austriacki biochemik pochodzenia żydowskiego (ur. 1905)
  - Martinus Osendarp, holenderski lekkoatleta, sprinter (ur. 1916)
  - Julian Pałka, polski grafik (ur. 1923)
  - Enrique Regüeiferos, kubański bokser (ur. 1948)
  - Stanisław Trepczyński, polski polityk, dyplomata (ur. 1924)
- 2003:
  - Zofia Hertz, polska dziennikarka emigracyjna pochodzenia żydowskiego (ur. 1910)
  - Mosze Kupferman, izraelski malarz (ur. 1926)
  - Wojciech Truszkowski, polski metalurg (ur. 1921)
  - Jan Turkowski, polski samorządowiec, prezydent Łomży (ur. 1951)
- 2004:
  - Jim Bacon, australijski polityk (ur. 1950)
  - Robert Blake, amerykański psycholog, teoretyk zarządzania (ur. 1918)
  - Hanns Cibulka, niemiecki prozaik, poeta (ur. 1920)
  - Apoloniusz Zawilski, polski pułkownik, historyk, pisarz (ur. 1912)
- 2005:
  - Aleksandra Bergman, polska historyk, publicystka (ur. 1906)
  - Jack Kilby, amerykański inżynier, wynalazca (ur. 1923)
- 2006:
  - Bill Daniel, amerykański polityk (ur. 1915)
  - Jurij Kaszlew, radziecki i rosyjski dyplomata (ur. 1934)
  - Walter Mantegazza, urugwajski piłkarz (ur. 1952)
- 2007 – Zbigniew Bieliński, polski piłkarz (ur. 1947)
- 2008 – Piotr Łazarkiewicz, polski aktor, reżyser, scenarzysta i producent filmowy (ur. 1954)
- 2009:
  - Waldemar Ceran, polski historyk, bizantynolog, wykładowca akademicki (ur. 1936)
  - Zenon Płatek, polski generał brygady MO (ur. 1927)
  - Stanisław Wasil, polski pilot doświadczalny, pilot szybowcowy, samolotowy i śmigłowcowy (ur. 1926)
- 2010:
  - Roberto Rosato, włoski piłkarz (ur. 1943)
  - Harry Blackmore Whittington, brytyjski geolog, paleontolog, wykładowca akademicki (ur. 1916)
  - Jacques Yaméogo, burkiński piłkarz, trener (ur. 1943)
- 2011 – Ryan Dunn, amerykański aktor, kaskader (ur. 1977)
- 2012:
  - Roman Bazan, polski piłkarz (ur. 1938)
  - Robert Kelleher, amerykański prawnik, działacz sportowy (ur. 1913)
  - LeRoy Neiman, amerykański malarz (ur. 1921)
  - Alexander Vane-Tempest-Stewart, brytyjski arystokrata (ur. 1937)
- 2013:
  - Franz Xaver Eder, niemiecki duchowny katolicki, biskup Pasawy (ur. 1925)
  - Stanisław Parysz, polski duchowny katolicki, kapucyn, uczestnik i ostatni kapelan powstania warszawskiego (ur. 1913)
  - Ingvar Rydell, szwedzki piłkarz (ur. 1922)
- 2014:
  - Oberdan Catani, brazylijski piłkarz, bramkarz (ur. 1919)
  - Nev Cottrell, australijski rugbysta (ur. 1927)
  - Florica Lavric, rumuńska wioślarka (ur. 1962)
- 2015:
  - Esther Brand, południowoafrykańska lekkoatletka, skoczkini wzwyż (ur. 1922)
  - Zbigniew Wojtczak, polski chemik (ur. 1925)
- 2016:
  - Frank Chapot, amerykański jeździec sportowy (ur. 1932)
  - Michał Józefczyk, polski duchowny katolicki, działacz społeczny (ur. 1946)
  - Edgard Pisani, francuski polityk, eurokomisarz (ur. 1918)
- 2017:
  - Karol Meissner, polski duchowny katolicki, benedyktyn, lekarz (ur. 1927)
  - Siergiej Mylnikow, rosyjski hokeista, bramkarz (ur. 1958)
  - Prodigy, amerykański raper, współzałożyciel zespołu Mobb Deep (ur. 1974)
- 2018:
  - Karol Stefan Altenburg, austriacki arystokrata (ur. 1921)
  - Edward Horoszkiewicz, polski ginekolog, polityk, poseł na Sejm PRL (ur. 1938)
  - Sándor Kányádi, węgierski poeta, tłumacz (ur. 1929)
  - Władysław Pogoda, polski śpiewak i skrzypek ludowy (ur. 1920)
  - Dominik Połoński, polski wiolonczelista (ur. 1977)
  - Piotr Tomaszewski, polski farmakolog, biochemik, wykładowca akademicki (ur. 1968)
- 2019:
  - Andrzej Chmarzyński, polski koszykarz (ur. 1945)
  - Jarosław Koral, polski duchowny katolicki, salezjanin, teolog, socjolog (ur. 1960)
  - Gerald Messlender, austriacki piłkarz (ur. 1961)
- 2020:
  - Mario Corso, włoski piłkarz, trener (ur. 1941)
  - Svein Arne Hansen, norweski działacz sportowy, prezydent European Athletics (ur. 1946)
  - Stanisław Łuczyński, polski zapaśnik, sędzia zapaśniczy (ur. 1941)
- 2021:
  - Janusz Grzegorzak, polski architekt (ur. 1932)
  - Alojzy Krzywoń, polski piłkarz (ur. 1944)
  - Luis del Sol, hiszpański piłkarz, trener (ur. 1935)
- 2022:
  - Regimantas Adomaitis, litewski aktor (ur. 1937)
  - Sture Allén, szwedzki językoznawca, wykładowca akademicki (ur. 1928)
  - Tadeusz Bielicki, polski antropolog, wykładowca akademicki (ur. 1932)
  - Janusz Kępski, polski kompozytor, pianista, dyrygent, pedagog (ur. 1936)
  - Caleb Swanigan, amerykański koszykarz (ur. 1997)
  - Józef Walaszczyk, polski kaletnik, przedsiębiorca, Sprawiedliwy wśród Narodów Świata (ur. 1919)
- 2023:
  - Krzysztof Baldy, polski samorządowiec, polityk, starosta kłodzki (ur. 1963)
  - Rogelio Esquivel Medina, meksykański duchowny katolicki, biskup pomocniczy archidiecezji meksykańskiej (ur. 1940)
- 2024:
  - Gerhard Aigner, niemiecki piłkarz, sędzia i działacz piłkarski, sekretarz generalny UEFA (ur. 1943)
  - Guram Kostawa, gruziński szpadzista (ur. 1937)
  - Andrzej Mularczyk, polski pisarz, scenarzysta filmowy, reportażysta, autor słuchowisk radiowych (ur. 1930)
  - Donald Sutherland, kanadyjski aktor (ur. 1935)
  - Eberhard Hertel, niemiecki piosenkarz folkowy (ur. 1938)
- 2025:
  - Richard Bambach, amerykański paleontolog (ur. 1934)
  - Edwin Bhend, szwajcarski szachista (ur. 1931)
  - Marita Camacho Quirós, kostarykańska pierwsza dama, superstulatka (ur. 1911)
  - Ivar Giaever, norweski fizyk, laureat Nagrody Nobla (ur. 1929)
  - Jeremiasz (Kaligiorgis), grecki duchowny prawosławny, metropolita Francji, Szwajcarii i Ankary (ur. 1935)
  - Roman Karaś, polski prawnik, polityk, senator RP (ur. 1953)
  - Michaił Maslin, rosyjski historyk filozofii, nauczyciel akademicki (ur. 1947)
  - Mieczysław Młynarski, polski koszykarz, trener (ur. 1956)
  - Pauli Nevala, fiński lekkoatleta, oszczepnik (ur. 1940)
  - Patrick Walden, brytyjski gitarzystka, członek zespołu Babyshambles (ur. 1978)